# Closed Country
Closed Country ist ein Schweizer Dokumentarfilm von Kaspar Kasics, der an den Internationalen Filmfestspielen Berlin uraufgeführt wurde.

## Inhalt
Der Film erzählt die Geschichte der jüdischen Familien Popowski und Sonabend, die im gleichen Quartier in Brüssel lebten und sich nach Beginn der Deportationen im August 1942 in die Schweiz retten wollten. Beide verfügten über geschäftliche und freundschaftliche Beziehungen zur Schweiz und hatten ihre einwöchige Flucht durch das besetzte Frankreich geplant und vorbereitet. Über die geheimen Weisungen des damaligen Chefs der eidgenössischen Fremdenpolizei, Heinrich Rothmund, und deren Umsetzung durch die Schweizer Grenzwächter waren sie nicht im Bilde. Während die Familie Popowski nur bis zur Schweizer Grenze kam, erreichten die Sonabends zwei Tage später den vermeintlich sicheren Wohnort ihrer Freunde in Biel. In der Zwischenzeit hatte Heinrich Rothmund aber die vollständige Schliessung der Grenze für alle Flüchtlinge angeordnet. Und zwar aufgrund seiner persönlichen Erfahrung: Bei einer kurzfristig beschlossenen Grenzinspektion wurde er mit den an der Grenze festgehaltenen Popowskis konfrontiert und von den Grenzwächtern zu einem Entscheid gedrängt. Nachdem er es nicht übers Herz bringen konnte, die ‘unerfreuliche Gesellschaft’ (wie er die Familie nannte) abzuweisen, entschied er sich einen Tag später in seinem Büro zur kapitalen Grenzschliessung. Diese führte zur Ausschaffung der Familie Sonabend nach Frankreich, wo sie sogleich in die Hände der deutschen Wehrmacht fiel und wenige Tage später nach Auschwitz deportiert wurde. Deren Freunde hatten ihre Ankunft weisungsgemäss bei den Schweizer Behörden gemeldet, in der Annahme, dass sie als jüdische Flüchtlinge in der Schweiz in Sicherheit wären. Allein die beiden Kinder überlebten die Ausweisung dank einer Begebenheit, die sie ein Leben lang für sich behielten.
Closed Country enthüllt das fremdenpolizeiliche Verhalten während des Zweiten Weltkrieges, vor allem die bis heute verdrängte antijüdische Grundhaltung und deren willkürliche, bürokratische Umsetzung, welche in der von Polizeichef Heinrich Rothmund eigenmächtig angeordneten Grenzschliessung vom 13. August 1942 kulminierte. Fünf Jahrzehnte später erfahren die Überlebenden der beiden Familien, was damals an der Juragrenze genau geschah.

## Rezeption
Der auf Recherchen des Historikers Stefan Mächler basierende Film bewirkte zahlreiche und vielfältige Reaktionen in Presse und Öffentlichkeit. Er führte zur Klage, welche Charles und Sabine Sonabend gegen die Schweizer Regierung wegen Beihilfe zum Mord (an ihren Eltern) erhoben. Der Film wurde in der offiziellen Selektion (Panorama) der Internationalen Filmfestspiele Berlin uraufgeführt und an renommierten Filmfestivals auf der ganzen Welt gezeigt. In Jerusalem erhielt er eine von Renato Begnini verfasste Special Mention.
Ein ausserordentlich intelligenter, brillant recherchierter Film.
Berliner Zeitung
Der Film ist ein gelungenes Paradestück in Erinnerungsarchäologie. Eine Botschaft an Nachgeborene, ohne penetrante Moral, nur das eigene Sein darstellend, ruhig und subtil, für kurze Momente auch dezidiert, ein Film voller Fragen und Antworten, die zu neuen Fragen und Antworten führen.
Basler Zeitung
Le film ouvre une nouvelle génération de documentaires que ne se contentent pas d’illustrer le sort de victimes ou de désigner des coupables. Parce qu’il ne permet ni la compassion, ni l’indignation complaisante, il oblige à s’interroger sur les enchaînements de décisions qui aboutissent à l’inhumain.
Le Temps
The ironic and understated mosaic creates a riveting reflection on the question of the banality of evil.
Roberto Begnini (Special mention of Jerusalem Film Festival Jury)
C’est éclairant et parfaitement émouvant.
Le Courier, Genève

## Kritiken
- Robert Weixlbaumer: Gesundes Volksempfinden. Szenen an der Schweizer Grenze: Closed Country. In: Berliner Zeitung. Nr. 38, 1999, (; 232 KB).
- Antoine Wyss: Deux familles juives, deux destins opposés. In: Le Temps. No. 280, 1999, (; 290 KB).
- Thomas Maissen: Der Jude und sein Grenzwächter. Closed Country – ein Film von Kaspar Kasics. In: Neue Zürcher Zeitung. 17. März 2000, (; 300 KB).
- Agathe Blaser: Hinaus in den Tod. In: Berner Zeitung. 18. März 2000, (; 243 KB).
- La Suisse, un si joli pays.... In: Le Courrier, Genève. 15. September 2001, (; 274 KB).